# Busletić
Busletić är ett samhälle i Bosnien och Hercegovina.   Det ligger i entiteten Republika Srpska, i den centrala delen av landet, 110 km norr om huvudstaden Sarajevo. Busletić ligger 289 meter över havet och antalet invånare är 625.
Terrängen runt Busletić är kuperad åt sydost, men åt nordväst är den platt.Närmaste större samhälle är Doboj, 8,5 km söder om Busletić. 
I omgivningarna runt Busletić växer i huvudsak lövfällande lövskog. Runt Busletić är det ganska tätbefolkat, med 93 invånare per kvadratkilometer.